# Поколение ни-ни
Поколение NEET (англ. Not in Education, Employment or Training) или поколение ни-ни (исп. ni estudia, ni trabaja) — поколение молодых людей, которые в силу различных факторов экономического, социального или политического характера не работают и не учатся. Акроним NEET был впервые использован в Великобритании в конце XX века, но затем он стал активно употребляться и в других странах, например, в Японии и в странах Латинской Америки.
Следует также отличать NEET от относительно недавно введённого термина NLFET (англ. Neither in the Labour Force nor in Education or Training), который использовался в докладе Международной организации труда «Глобальные тенденции занятости молодёжи в 2013 году». Главное отличие заключается в том, что NLFET исключает из статистики безработную молодежь, которая является частью рабочей силы.

## Общая характеристика NEET
Термин изначально был использован правительством Великобритании и только потом получил распространение по всему миру. В испаноязычных странах вместо NEET гораздо чаще можно встретить абсолютно аналогичный термин Nini или Ni-Ni.

### Причины появления феномена NEET
В основе появления феномена NEET лежит сразу несколько причин. Среди них выделяют причины на макро-уровне (особенности общества страны, образовательная система, общие условия труда), на мезо-уровне (особенно отдельной школы, фирмы) и микро-уровне (проблемы отдельно взятого человека). В Европе предпочитают делать акцент на двух основных причинах возникновения целого поколения NEET:
- социально-экономическая ситуация в стране: подавляющая часть NEET происходит из малообеспеченных семей с низким уровнем образования;
- развитая система социального обеспечения: высокий уровень жизни вкупе с большими социальными пособиями приводит к ситуации, когда молодёжь теряет всякую мотивацию к труду.

### Классификация NEET
Представителей поколения NEET обычно делят на две большие группы: те, кто в ближайшем времени вновь скоро вернутся на работу, и те, кто не планирует в обозримой перспективе искать работу.
Рэйко Косуги, одна из ведущих специалистов рынка труда при Министерстве здравоохранения, труда и благосостояния Японии, выделяет четыре типа NEET:
- антисоциальный NEET: чувствует себя комфортно, лишь когда не работает;
- замкнутый NEET (хикикомори): не в состоянии в какой-либо форме взаимодействовать с обществом;
- пассивный NEET: не в состоянии найти себе работу из-за нехватки уверенности в себе и мотивации;
- разочаровавшийся NEET: имеет крайне негативный опыт на работе, а потому предпочитает отказаться от дальнейшего поиска рабочего места.

### Критика концепции
Одним из основных критиков концепции NEET выступила сотрудница Международной организации труда Сара Элдер. В рабочей тетради «What does NEETs mean and why is the concept so easily misinterpreted?», опубликованной в январе 2015 года, Сара Элдер достаточно резко критикует новый термин, утверждая, что его использование приводит к настоящему хаосу в исследованиях в области занятости молодёжи.
По мнению работницы МОТ, концепт NEET отображает в себе потенциальную уязвимость целых слоёв молодого населения, а именно вопросов безработицы, раннего ухода из школы, а также низкой мотивации на рынке труда. Термин NEET долгое время не привлекал внимание исследователей, однако в 2015 году уже фигурировал в докладах по устойчивому развитию, тем самым подчёркивая его значимость. Однако существует очень много некорректных мнений касательно этого концепта.
В первую очередь Сара Элдер подчёркивает, что не существует единого подхода к концепту NEET. Один только этот факт уже затрудняет работу исследователей данного феномена. Более того, как отмечает Элдер, многие страны не используют NEET как критерий показателя безработицы среди молодёжи, а вся статистика по безработице имеет закрытый характер, недоступный для аналитиков. Тем самым NEET является достаточно сырым концептом, который принят на вооружение лишь небольшим числом государств и не нашёл поддержки у развивающихся стран.
В общей сложности, считает Элдер, в мире распространены более 10 различных определений NEET. И это если не брать во внимание национальные взгляды на данный концепт. Хоть, по словам работника МОТ, в общем и целом каждое из определений по сущности верно, в деталях имеет ряд существенных недостатков. Так, SDSN (Sustainable Development Solutions Network) делает акцент на вид работы, хотя, подчёркивает Сара Элдер, концепт NEET никак не даёт понять, чем именно занят тот или иной человек. Также Сара Элдер критикует подмену понятий, а именно попытки отождествить концепт NEET с несколькими другими категориями, а именно: люди, переставшие искать работу, безработные и маргиналы.
Фактически, в своей работе Сара Элдер пытается провести линию и сказать, что термин NEET слишком сложный и привносит дополнительную путаницу в и так достаточно сложную терминологию в области рынка труда в целом и безработицы в частности. Безусловно, в идеале концепт NEET может позволить посмотреть на проблему занятости молодёжи с другой стороны, однако на данном этапе, по мнению работника МОТ, гораздо лучше отказаться от концепта NEET и воспользоваться другими категориями для оценки безработицы среди молодёжи. Во-первых, чтобы акцентировать внимание на проблеме образования, стоит воспользоваться отдельным критерием, а именно NLFET, который учитывает только возрастную категорию от 15 до 19 лет. Чтобы акцентировать внимание на безработице среди молодёжи, можно, по мнению Сары Элдер, просто воспользоваться стандартным уровнем безработицы. Наконец, чтобы попытаться изучать вопрос молодёжи, находящейся в группе риска, то есть работающей в полулегальном бизнесе или в крайне плохих условиях, стоит разработать отдельный рейтинг, а именно так называемый «неформальный уровень безработицы». Это, по словам работника МОТ, позволит гораздо более детально и эффективно изучать проблему занятости молодёжи. Концепт NEET же, наоборот, пытается генерализировать проблему, что не даёт исследователям докопаться до первопричин феномена.

## Великобритания
Впервые слово NEET было использовано в 1999 году в докладе, опубликованном Social Exclusion Unit (SEU). Раньше в Великобритании похожий феномен называли «нулевой статус» (Status Zer0). Несмотря на то, что в ряде правительственных докладов даётся определение термину NEET, у акронима нет как таковых критериев классификации. И если изначально к проблеме NEET подходили сугубо лишь с научной точки зрения, то постепенно данную социальную группу стали рассматривать в негативных тонах.
Статистику по NEET в Англии публикует Министерство образования Великобритании. Методология сбора данных по NEET различается в зависимости от возрастной группы. В случае британцев в возрасте от 16 до 18 применяется сразу несколько методов. Для возрастной группы от 16 до 24 лет используются исследования Labour Force Survey. Разные подходы объясняются тем, что значительная часть молодёжи до 18 лет ещё не получила среднего образования, а потому, как минимум, может быть не заинтересована в поиске работы.
Согласно докладу Prince’s Trust от 2007 года, около 20 % британцев в возрасте от 15 до 24 лет являются NEET. В период же с 1995 по 2008 год число молодёжи, которое можно причислить к этой социальной группе, стабильно находилось в районе 10 %. В 2011 году газета The Guardian выложила статью, в которой указывалось, что с 2003 года число работающих британцев в возрасте 16-18 лет сократилось на 16 %, однако число тех, кто вовлечён в образовательный процесс, увеличилось на 7 %. Некоторые СМИ слово NEET стали ассоциировать с асоциальными элементами. Так, например, в ряде британских СМИ не раз прозвучали заявления, что представители поколения NEET гораздо более склонны к совершению преступления.
Правительство Великобритании всячески пытается решить проблему NEET. В 2007 году правительство ввело в действие так называемые «Сентябрьские гарантии», которые гарантировали гражданину Великобритании место в образовательном учреждении вплоть до достижения совершеннолетия, то есть до 18 лет. Дополнительные гарантии молодому населению страны были включены в бюджет 2009 года. Они предоставляли работу, курсы по повышению квалификации или практику любому британцу в возрасте от 18 до 24 лет, которые числятся на бирже труда как безработный уже более 6 месяцев. Вступили эти гарантии в силу 25 января 2010 года, но уже в 2012 году от них было решено отказаться.
Судить об эффективности государственных мер достаточно сложно, так как число NEETs среди британцев в возрасте от 16 до 24 лет в 2011 году превысило 17 %. Иными словами, существенных успехов добиться по сравнению с началом XXI века не удалось. При этом отдельно подчёркивается, что не стоит всю вину возлагать на экономический кризис 2007—2008 годов и последующую затяжную рецессию. В самой Великобритании считают, что проблема NEET связана с устаревшей системой образования и глубокими трансформациями на рынке труда.

## Япония
В Японии термин NEET прижился достаточно быстро, поскольку он очень ёмко и чётко описывал новое для страны социальное явление. Как и в странах Европы, NEET в Японии — это люди, в основном молодёжь, которые предпочитают подолгу нигде не работать и не учиться. Они в основном существуют за счёт родителей, на плечи которых легко и просто переложить весь груз собственных материальных и бытовых проблем. К NEET обычно причисляют трудоспособных японцев в возрасте от 15 до 34 лет.
Энди Ферлонг, профессор Университета Глазго, связывает рост NEET в Японии с финансовым пузырём 80-х годов прошлого века, а также последующей затем рецессии 90-х годов, из которой Япония фактически не может выбраться вплоть до настоящего времени. Именно тогда, по мнению академика, молодое население Японии резко столкнулось с всё растущей проблемой безработицы, что и привело к увеличению числа NEET.
Гэнда Юдзи, профессор Токийского университета, утверждает, что NEET зачастую проявляют желание работать, однако просто не в состоянии даже пройти собеседование из-за неуверенности в себе, нехватки социальных навыков, а также низкого уровня квалификации. Проблему усугубляют и средства массовой информации Японии, который подают крайне негативный образ NEET.
Чтобы не покидать родительский дом, NEET часто даже не обзаводятся семьями. В среднем NEET в Японии составляет примерно 10 % всего трудового населения страны.
Также их иногда называют «паразитами-одиночками». Впервые этот термин употребил профессор университета Гакугэй социолог Ямада Масахиро. Тем не менее от NEET «паразитов» отличает наличие работы. «Паразиты» сами себе зарабатывают на жизнь, но при этом очень поздно отделяются от родителей. Похожее явление можно встретить также в Южной Корее, Италии и других странах Южной Европы.
Проблемы с социализацией могут привести и к более серьёзным последствиям, например, к добровольному затворничеству, которое в Японии получило название «хикикомори». Этот термин ввёл в оборот психолог Сайто Тамаки, который заявляет, что приблизительно 20 % молодых японцев (около 1 % населения страны) действительно годами сидят запертыми в собственных комнатах.
Правительство Японии довольно сильно обеспокоено проблемой NEET, а потому уже в 2004 году разработало программу, согласно которой в школах преподают отдельный предмет, позволяющий ученикам лучше понять, что делать дальше после окончания обучения в школе. Также Токио активно поощряет налаживание рабочих отношений между университетами, а также любые проекты, способствующие развитию социальных навыков у студентов.
Тема NEET стала настолько актуальной для японского общества, что постепенно её стали активно раскрывать в японской литературе (манга и ранобэ), основной аудиторией которой как раз является возрастная группа от 15 до 34 лет. Наиболее ярким представителем этого жанра является NHK ni Youkoso!, раскрывающая пагубность образа жизни типичного NEET. Среди более современных произведений можно выделить Higashi no Eden и ReLife, тоже по-своему пытающиеся донести до аудитории необходимость социализации в обществе.

## Другие страны и регионы

#### Австралия
Согласно докладу ОЭСР около 580 000 австралийцев можно причислить к NEET. Также в документе отмечается, что количество NEET в стране резко возросло после мирового финансового кризиса 2007—2008 годов, а общее число NEET теперь около 13 % всех жителей Австралии в возрасте от 15 до 28 лет.

#### Иберия и Латинская Америка
В Испании, Мексике, Аргентине и Уругвая получил распространение термин «Ни-Ни» — это сокращение от испанского выражения «La generación Ni-Ni: los que ni estudian ni trabajan» (поколение тех, кто не учится и не работает, не занимается ни тем, ни другим). В Португалии и Бразилии есть схожее понятие «Нем-Нем». В Мексике это проблема особенно актуальна, так как, как показывают наблюдения в Мексике, именно «поколение ни-ни» оказывается наиболее подвержено пагубному влиянию наркокартелей и активно вовлекается в наркоторговлю и криминал.

#### Канада
Статистическая служба Канады впервые провела исследование проблемы NEET в Канаде в 2012 году. Как выяснилось, около 13 % канадцев в возрасте от 15 до 29 лет можно причислять к данной социальной категории. Несмотря на то, что как говорится в докладе, это самый низкий показатель среди страны G7, общее количество NEET в Канаде превышает миллион человек. Исследование также показало, что около 513 000 канадцев из числа NEET не заинтересованы в поиске работы.

#### Россия
В России также нет однозначного взгляда на данный термин. Так, по мнению Жвитиашвили А. Ш., ведущего научного сотрудника отдела социальной структуры Института социологии РАН, появление поколения NEET, которое в XXI веке составляет заметный сегмент обществ развитых стран, свидетельствует о сжатии сил наемного труда, усилении роли нерыночных групп в обществе, чьё существование зависит от государственной политики социального вспомоществования. При этом доминирующей демографической группой, с точки зрения академика, в рамках NEET является молодежь в возрасте от 15 до 29 лет. Жвитиашвили А. Ш. связывает это с проблемами получения образования и работы. Также ссылаясь на работы западных исследователей, Жвитиашвили А. Ш. отмечает, что NEET — это продукт глобализации, а воспроизводство этой социальной группы происходит из-за периодических экономических кризисов, в особенности мирового финансового кризиса 2008 года. Этой же позиции придерживаются доктор философских наук Вишневский Ю. Р., который считает, что российское общество неизбежно столкнётся с похожими проблемами в ближайшем будущем. Если же говорить о статистике, то число NEET среди молодёжи колеблется в районе 15 %.

#### США
Подобный социальный феномен существует и в США, где этих людей называют «basement dwellers». Газета «Telegraph Herald» в 2010 году приводит данные, согласно которым с конца 2007 год число NEETs возросло в США на 20 %. В основном, это люди, которые только что получили образование. Их ещё иногда называют «sadgrad» (сокращение от «sad graduate», молодой человек, переживающий депрессию из-за своей незанятости). Социологи отмечают, что, как правило, эти выпускники ещё не выплатили долги за своё образование (которое в США весьма недёшево) и живут с родителями, так как не могут себе позволить снимать или купить собственное жильё. Уже в 2002 году были прогнозы, что работу найдет на 36 % выпускников меньше, чем в предыдущем году. После 2007 года, когда разразился мировой экономический кризис, ситуация продолжила ухудшаться. Более того, рост стоимости обучения заставляет многих молодых людей отказаться от высшего образования, что также может послужить причиной неудачи дальнейшей социализации.